# Vincenzo Maranghi

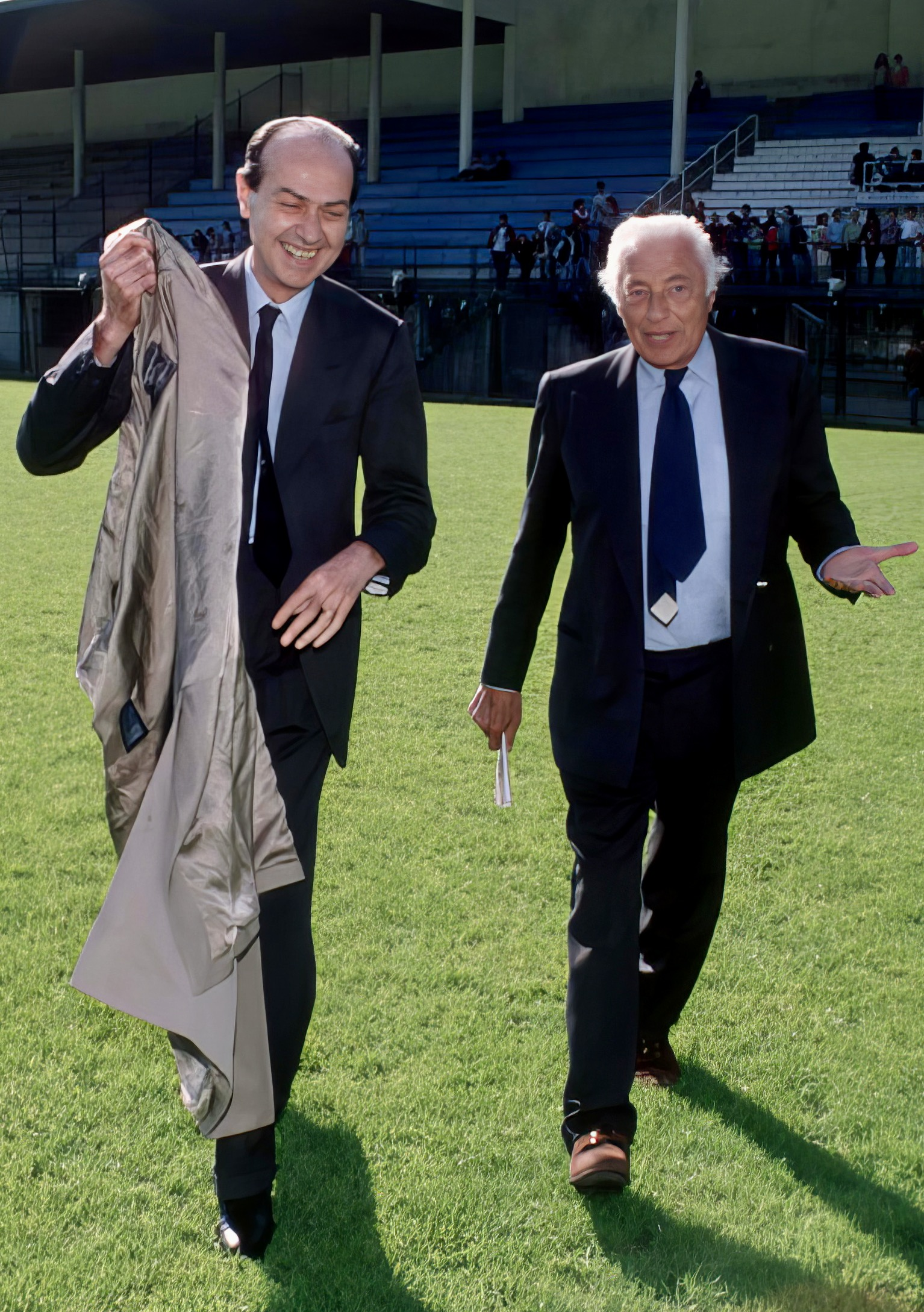
Vincenzo Maranghi e Giovanni Agnelli

Vincenzo Maranghi (Firenze, 3 agosto 1937 – Milano, 17 luglio 2007) è stato un banchiere italiano.

## Biografia
Nacque a Firenze il 3 agosto 1937. Nel 1955 conseguì la maturità classica dai Padri Scolopi e si iscrisse alla facoltà di Giurisprudenza della locale Università. L'anno successivo si trasferì a Milano iscrivendosi all'Università Cattolica. Parallelamente cominciò a lavorare come giornalista praticante a Il Sole, allora diretto da Italo Minunni. Nel febbraio 1960 conseguì la laurea in Giurisprudenza. Tra l'ottobre 1960 e il giugno 1961 progettò il mensile Quattrosoldi collaborando con il direttore Gianni Mazzocchi. Nel maggio 1961 divenne giornalista professionista e sposò Anna Castellini Baldissera, da cui ebbe i figli Lia, Giuseppe, Maurizio e Piero; in quello stesso periodo riorganizzò il Centro studi economici Alta Italia.
Dal dicembre 1961 all'aprile 1962 lavorò nella segreteria del Prof. Remo Malinverni, Direttore generale dell'ORGA istituto di consulenza aziendale.

### Mediobanca
Nell'aprile 1962 fece domanda di assunzione in Mediobanca dove entrò in forza alla Segreteria di Enrico Cuccia il successivo 3 luglio. Con il fondatore di Mediobanca strinse un rapporto intenso divenendone il collaboratore più diretto, seguendo l'Ufficio Studi prima e l'area delle partecipazioni e degli affari speciali poi. Nel 1975 fu promosso condirettore centrale, nel 1977 direttore centrale. Nel novembre 1987, nel venticinquesimo anniversario della sua assunzione in Mediobanca, Enrico Cuccia gli donò il tagliacarte in pietra degli Urali che lui aveva a sua volta ricevuto nel 1947 dagli amici della Comit come segno del comando. Nell'ottobre 1982, in occasione delle dimissioni di Enrico Cuccia da Direttore Generale, fu nominato consigliere di amministrazione affiancando l'altro stretto collaboratore Silvio Salteri che subentrò nella direzione generale divenendo amministratore delegato. Nell'ottobre 1988 subentrò a sua volta a Silvio Salteri come direttore generale e amministratore delegato. A lui si deve gran parte dello sviluppo dell'attività di Mediobanca in consulenza alle imprese, nel mercato dei capitali e nell'investimento di partecipazioni. 
Quando il 23 giugno 2000 muore Cuccia, Maranghi ne raccoglie l'eredità. La successione è stata decisa da tempo anche grazie alle uscite di giovani banchieri come Gerardo Braggiotti e Matteo Arpe - il primo catturato subito da Lazard, il secondo da Banca di Roma - diventati incompatibili con Maranghi. Tenne le cariche sino al 13 aprile 2003 quando rassegnò le dimissioni nelle mani dei principali azionisti, a seguito di una lunga battaglia finanziaria (una "congiura (...) esplosa in un consiglio di amministrazione della primavera del 2002") che portò ad un nuovo patto di sindacato e ad una nuova governance della banca.
Nel darle si assicurò che Mediobanca mantenesse l'indipendenza rinunciando a qualunque appannaggio o buona uscita che non fossero quelli previsti dal suo (ordinario) contratto di lavoro e chiedendo che parte della gestione passasse al suo collaboratore più fidato, Renato Pagliaro.

### Morte
Da lungo tempo affetto da un male incurabile, muore a Milano il 17 luglio 2007. Viene sepolto in una semplice tomba del cimitero di Greco.